# 道の駅きたごう
道の駅きたごう（みちのえき きたごう）は、宮崎県日南市にある宮崎県道28号日南高岡線の道の駅である。

## 概要
宮崎県19か所目の道の駅。宮崎県道28号日南高岡線の道の駅としては道の駅田野（宮崎市、1998年（平成10年）登録）以来2駅目、日南市の道の駅としては道の駅酒谷（1999年（平成11年）登録）以来2駅目となる道の駅である。
仮称は「道の駅北郷」。
北郷町総合支所跡地に建設し、建物は北郷町の特産品であるスイートピーをデザインした円形型の屋根が特徴の建物とする。敷地面積約16,000 m2で平屋。建物の床面積は約10,000 m2。
国土交通省九州地方整備局、および西日本高速道路（NEXCO西日本）は、当道の駅を東九州自動車道の休憩施設として案内している。日南北郷ICから約1kmの位置にあり、車で5分程度で連絡可能である。

## 歴史

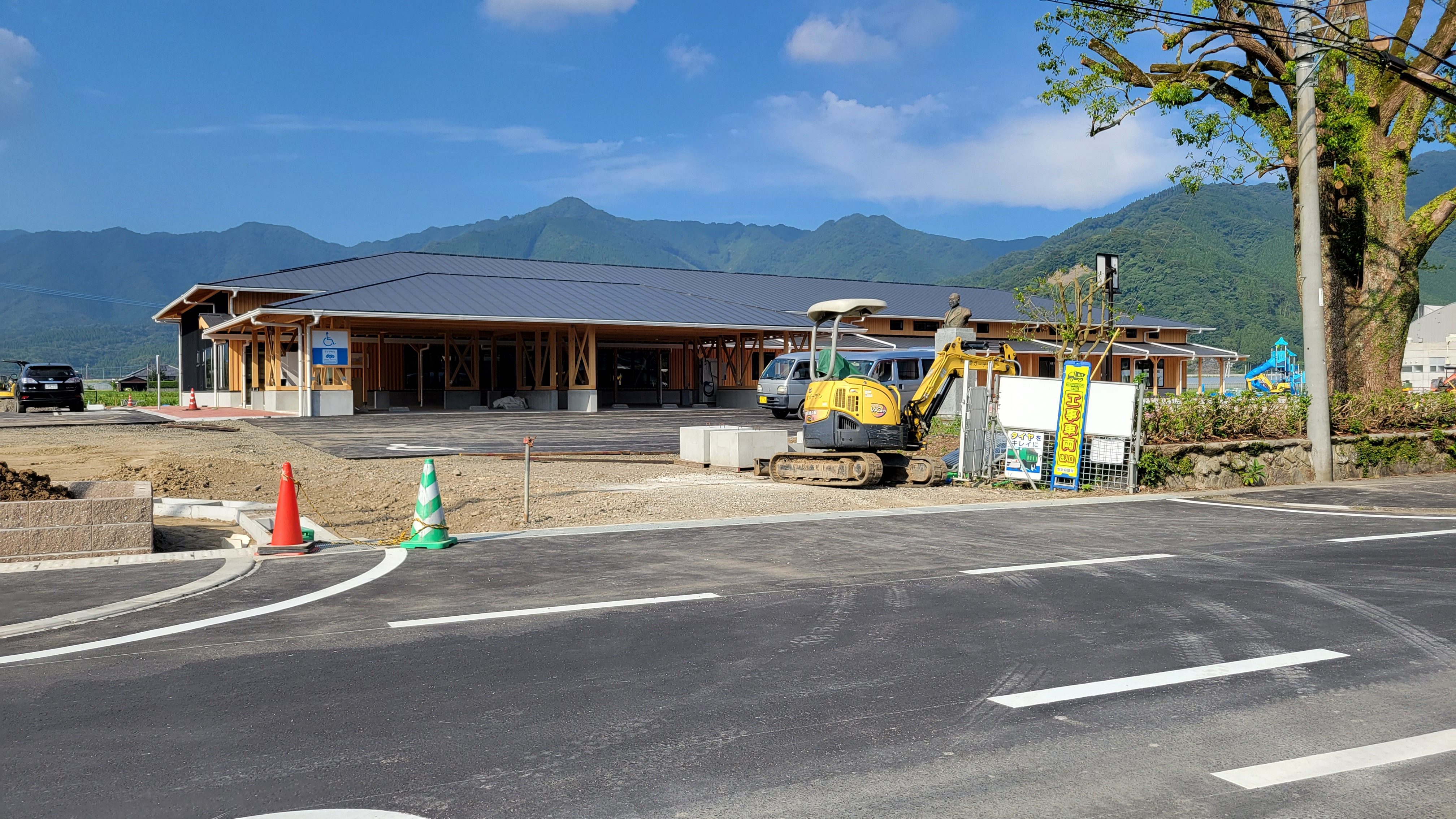
建設中の施設（2023年8月13日）

- 2018年（平成30年）9月20日 - 日南市が2022年（令和4年）春の開駅予定で基本計画案を発表する[8]。
- 2019年（平成31年）3月5日 - 建物のデザインが決定。デザインは全国から公募に応じた40社から選ばれた[5]。
- 2020年（令和2年）9月11日 - 運営予定者の選定結果を公表。また、新型コロナウイルス感染拡大の影響で開駅時期が当初の2022年（令和4年）春から2023年度（令和5年度）に1年延期となることも公表[6]。
- 2023年（令和5年）
  - 2月28日 - 国土交通省より道の駅第58回登録において、「道の駅きたごう」として登録[1]。
  - 3月30日 - 国土交通省宮崎河川国道事務所長からの登録証の伝達式が日南市役所で行われる[3]。
  - 9月16日 - 東九州自動車道の開通記念として、道の駅酒谷、道の駅なんごう、道の駅きたごうの3駅での合同イベントを開催し、プレオープン[9]。
  - 10月1日 - 開駅[2][3][4]。

## 施設
- 駐車場 105台
- トイレ 20器
- 情報提供
- 休憩施設
- 観光案内所
- ベビーコーナー
- 備蓄倉庫
- 公衆電話
- 公衆無線LAN
- 広場
- 物販施設
- 調理室
- 飲食施設
- EV充電施設
- サイクルラック
- バス停
- 北郷ふれあい交流センター

## アクセス
- 宮崎県道28号日南高岡線 - 登録路線

## 周辺
- E78 東九州自動車道 31 日南北郷IC - 本道の駅から約1 km離れている[3]。